# U-363
Unterseeboot 363 foi um submarino alemão do Tipo VIIC, pertencente a Kriegsmarine que atuou durante a Segunda Guerra Mundial.

## Comandantes
| Comandante               | Data                                       |
| ------------------------ | ------------------------------------------ |
| Oblt. Wolf-Werner Wilzer | 18 de março de 1943 - 31 de agosto de 1943 |
| Kptlt. Werner Nees       | 1 de setembro de 1943 - 9 de maio de 1945  |

## Subordinação
Durante o seu tempo de serviço, esteve subordinado às seguintes flotilhas:
| Período                                     | Flotilha                                   |
| ------------------------------------------- | ------------------------------------------ |
| 18 de março de 1943 - 31 de maio de 1944    | 8. Unterseebootsflottille (treinamento)    |
| 1 de junho de 1944 - 14 de setembro de 1944 | 11. Unterseebootsflottille (serviço ativo) |
| 15 de setembro de 1944 - 8 de maio de 1945  | 13. Unterseebootsflottille (serviço ativo) |

## Operações conjuntas de ataque
O U-363 participou das seguinte operações de ataque combinado durante a sua carreira:
- Rudeltaktik Trutz (2 de junho de 1944 - 28 de junho de 1944)
- Rudeltaktik Trutz (17 de agosto de 1944 - 30 de agosto de 1944)
- Rudeltaktik Zorn (29 de setembro de 1944 - 1 de outubro de 1944)
- Rudeltaktik Grimm (1 de outubro de 1944 - 2 de outubro de 1944)
- Rudeltaktik Panther (16 de outubro de 1944 - 10 de novembro de 1944)
- Rudeltaktik Stier (28 de novembro de 1944 - 4 de dezembro de 1944)
- Rudeltaktik Hagen (13 de março de 1945 - 21 de março de 1945)
- Rudeltaktik Faust (21 de abril de 1945 - 1 de maio de 1945)